# A Young Tenderfoot
A Young Tenderfoot è un cortometraggio muto del 1924 scritto e diretto da Al Herman.

## Produzione
Il film fu prodotto dalla Century Film.

## Distribuzione
Distribuito dall'Universal Pictures, il film - un cortometraggio in due bobine - uscì nelle sale cinematografiche USA il 19 marzo 1924.